# یان پور
یان پور (استونیایی: Jaan Pöör؛ زادهٔ ۱۷ دسامبر ۱۹۵۰) سیاستمدار و نماینده سابق مجلس اهل استونی است.